# 塞丘拉區

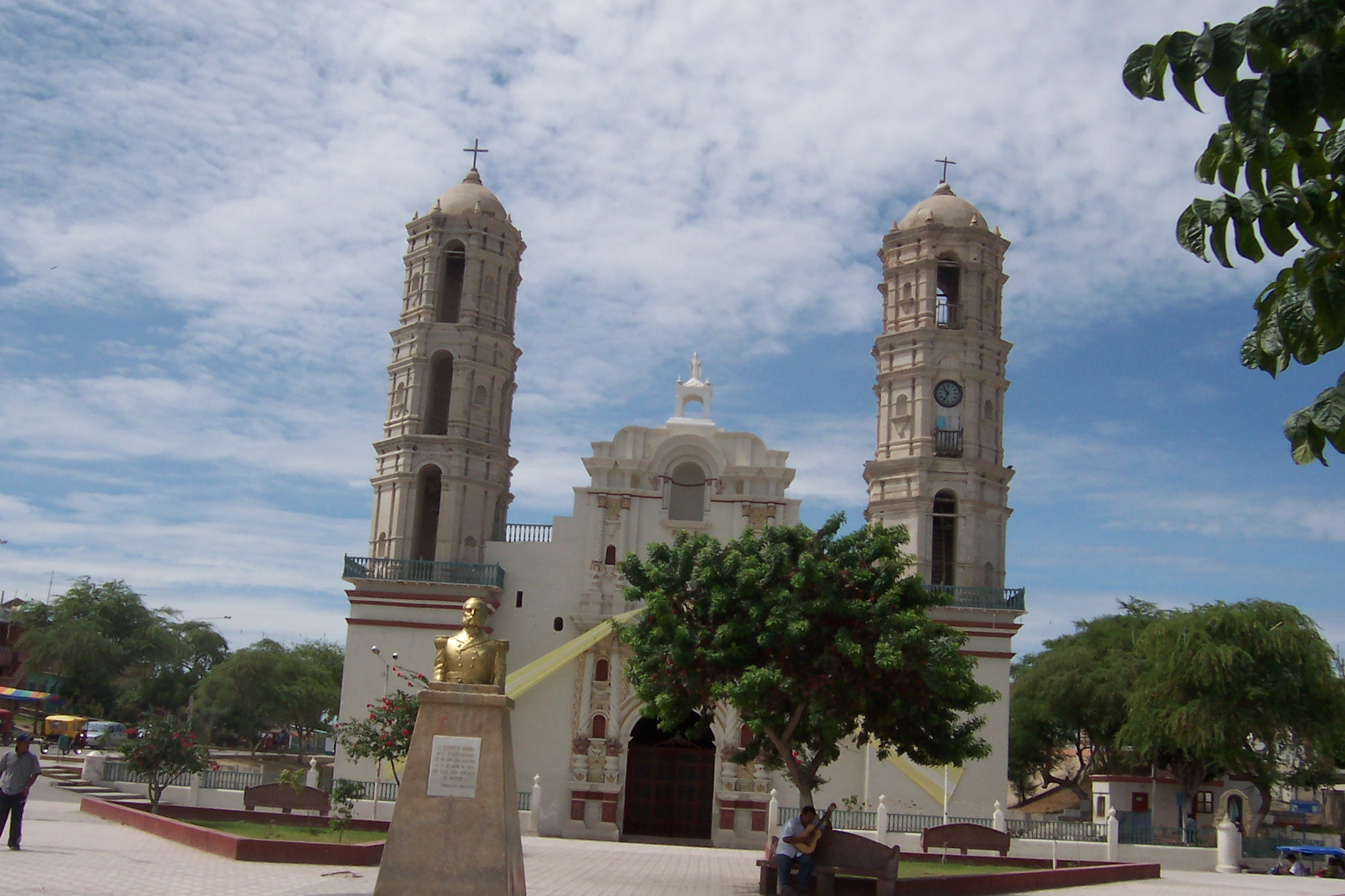

塞丘拉區（西班牙語：Distrito de Sechura），是秘魯的一個區，位於該國西北部皮烏拉大區的塞丘拉省，首府設於塞丘拉，面積5,711.25平方公里，2002年人口24,259，人口密度每平方公里4.2人。